# Fiskální identifikační kód

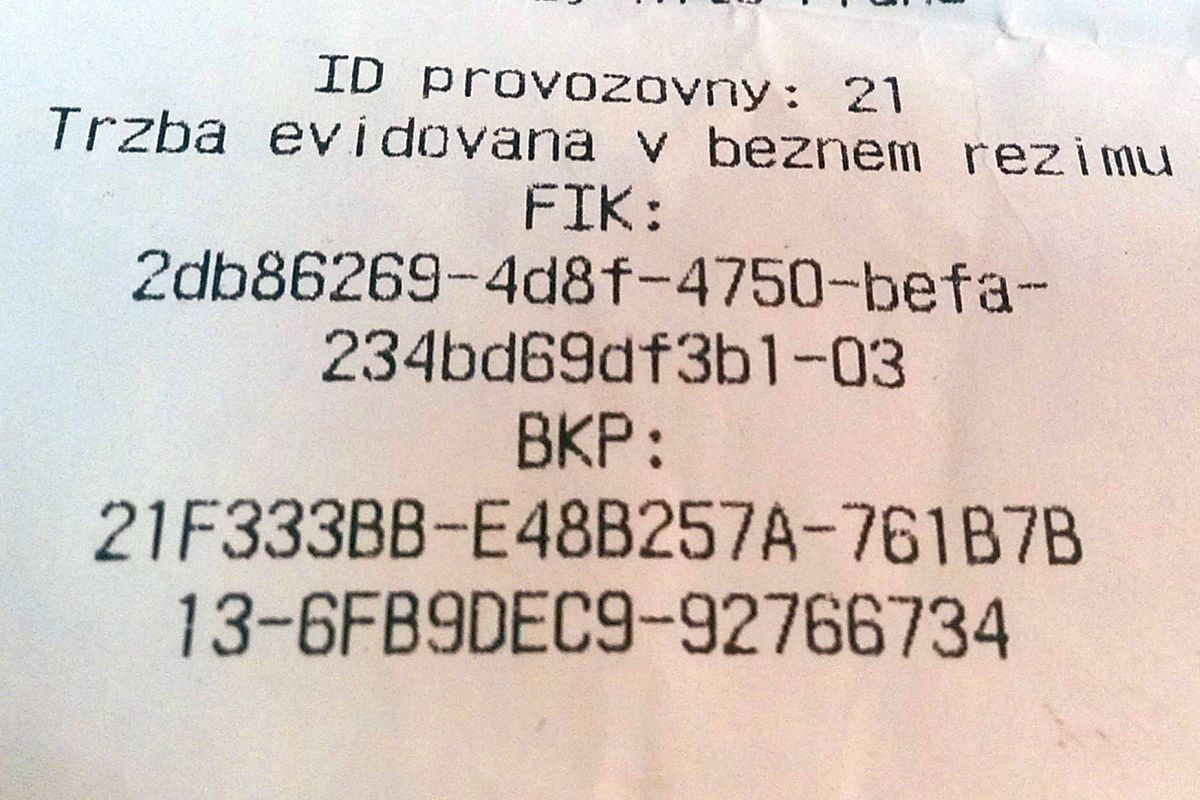
FIK spolu s dalšími údaji na účtence

Fiskální identifikační kód (FIK) byl unikátní kód přidělený každé tržbě evidované v systému elektronické evidence tržeb (EET) v Česku. Přidělovaly jej servery Finanční správy na základě přijetí datové zprávy o tržbě a podnikatelé byli povinni jej u každé tržby podléhajících evidenci uvést na účtence, pokud byl ve stanovené době přidělen.

## Struktura
FIK tvoří 39znakový řetězec složený z šesti různě dlouhých skupin hexadecimálních cifer (číslice 0–9 a písmena A–F nebo a–f) oddělených spojovníky, přičemž prvních pět skupin znaků (osmice, tři čtveřice a dvanáctice) tvoří UUID, za něj je připojeno hexadecimální dvojčíslí, které označuje technické zařízení správce daně, které tento identifikátor přidělilo; u kódů přidělených v testovacím prostředí systému EET, které tedy z daňového hlediska nejsou platnými FIKy, je toto dvojčíslí rovno „ff“.
Příklad FIKu:
b3a09b52-7c87-4014-a496-4c7a53cf9125-03

## Využití
FIK, který poplatník získal zaevidováním platby odesláním datové zprávy do systému EET, byl povinen vytisknout spolu s dalšími údaji na účtenku. Pokud poplatník FIK nezískal, tj. pokud evidoval ve zjednodušeném režimu nebo odpověď obsahující FIK plátci včas nedorazila, musel na účtenku uvést mnohem delší tzv. podpisový kód poplatníka (PKP).
FIK sám o sobě neobsahuje žádné údaje o tržbě ani neposkytuje poplatníkovi nepopíratelný důkaz, že splnil povinnost evidence tržby. Takovou nepopíratelnost poskytuje jen úplná elektronicky podepsaná zpráva ze systému EET, ve které poplatník FIK získal.
Platnost FIK mohla potvrdit jen finanční správa porovnáním s uloženými daty evidovaných tržeb. Pro ověření správného zaevidování platby do systému EET existovala veřejně dostupná služba na daňovém portálu, do které bylo potřeba vyplnit část FIK a další údaje z účtenky.
Na základě dodatečného zaregistrování účtenky bylo účtenku možno zařadit do tzv. účtenkové loterie, která fungovala v letech 2017–2020.